# Corte Franca
Corte Franca est une commune italienne de la province de Brescia, dans la région Lombardie.

## Administration
| Période                                  | Période | Identité | Étiquette | Qualité |
| ---------------------------------------- | ------- | -------- | --------- | ------- |
|                                          |         |          |           |         |
| Les données manquantes sont à compléter. |         |          |           |         |

### Hameaux
Borgonato, Colombaro, Nigoline Bonomelli, Timoline

### Communes limitrophes
Adro, Cazzago San Martino, Iseo, Passirano, Provaglio d'Iseo.